# Mundulea stenophylla
Mundulea stenophylla är en ärtväxtart som beskrevs av René Viguier. Mundulea stenophylla ingår i släktet Mundulea och familjen ärtväxter. Inga underarter finns listade i Catalogue of Life.